# Alfonso Nieto
José Alfonso Nieto Martínez (Città del Messico, 30 ottobre 1991) è un ex calciatore messicano, di ruolo attaccante.

## Carriera
Ha giocato nella massima serie dei campionati messicano, costaricano e venezuelano.